# Fiume Metauro da Piano di Zucca alla foce
Fiume Metauro da Piano di Zucca alla foce este o arie protejată (arie specială de conservare — SAC, sit de importanță comunitară — SCI, arie de protecție specială avifaunistică — SPA) din Italia întinsă pe o suprafață de 771 ha, integral pe uscat.

## Localizare
Centrul sitului Fiume Metauro da Piano di Zucca alla foce este situat la coordonatele 43°47′25″N 13°01′28″E / 43.7903°N 13.0244°E.

## Înființare
Situl Fiume Metauro da Piano di Zucca alla foce a fost declarat sit de importanță comunitară în decembrie 1995 pentru a proteja 11 specii de animale. Alte tipuri de protecție:
- arie de protecție specială avifaunistică (în martie 2003)[2]
- arie specială de conservare (în decembrie 2016)[1][3][4]

## Biodiversitate
Situată în ecoregiunea continentală, aria protejată conține 10 habitate naturale: Cursuri de apă de la nivel de câmpie la nivel montan, cu vegetație Ranunculion fluitantis și Callitricho-Batrachion, Ape stătătoare oligotrofe până la mezotrofe, cu vegetație de Littorelletea uniflorae și/sau de Isoëto-Nanojuncetea, Lacuri eutrofice naturale cu vegetație de tip Magnopotamion sau Hydrocharition, Păduri aluvionare cu Alnus glutinosa și Fraxinus excelsior (Alno-Padion, Alnion incanae, Salicion albae), Păduri de stejar alb estice, Pajiști umede mediteraneene cu ierburi înalte de Molinio-Holoschoenion, Vegetație anuală la limita mareei, Liziere de ierburi înalte hidrofile de câmpie și de nivel montan până la alpin, Râuri cu maluri nămoloase cu vegetație de Chenopodion rubri p.p. și Bidention p.p., Galerii de Salix alba și de Populus alba.
La baza desemnării sitului se află mai multe specii protejate:
- păsări (10): pescăruș albastru (Alcedo atthis), ciuf-de-pădure (Asio otus), Cettia cetti, erete de stuf (Circus aeruginosus), presură de grădină (Emberiza hortulana), piciorong (Himantopus himantopus), stârc pitic (Ixobrychus minutus), sfrâncioc roșiatic (Lanius collurio), vultur pescar (Pandion haliaetus), pițigoi-pungar (Remiz pendulinus)
- pești (1): Rutilus rubilio

Pe lângă speciile protejate, pe teritoriul sitului au mai fost identificate 9 specii de plante, 3 specii de păsări.